# Dominicas de Springfield
La Congregación de Hermanas Dominicas de Springfield (en inglés: Congregation of the Dominican sisters of Springfield), antiguamente Dominicas de la Congregación de Nuestra Señora del Sagrado Corazón de Springfield, es una congregación religiosa católica femenina, de vida apostólica y de derecho pontificio, fundada en 1873, por un grupo de religiosas de Kentucky, en Jacksonville (Illinois). A las religiosas de este instituto se les conoce como dominicas de Springfield y posponen a sus nombres las siglas O.P

## Historia
La congregación tiene su origen en las Dominicas de Santa Catalina de Siena de Kentucky. Seis religiosas, a la cabeza de Josefina Meagher, de este instituto, salieron de la casa madre, para fundar una nueva comunidad en Jacksonville (Illinois), con el fin de atender a las comunidades de inmigrantes irlandeses. El convento se funda en 1873 y el 12 de marzo de 1894 se independiza formando un nuevo instituto.
El instituto recibió la aprobación como congregación religiosa de derecho diocesano el 12 de marzo de 1894, por el obispo Peter Joseph Baltes, de la diócesis de Alton, fue agregado a la Orden de Predicadores en 1905 y fue elevado a congregación de derecho pontificio, mediante decretum laudis del 30 de abril de 1929, del papa Pío XI.

## Organización
La Congregación de Hermanas Dominicas de Springfield es un instituto religioso internacional, de derecho pontificio y centralizado, cuyo gobierno es ejercido por una priora general, es miembro de la Familia dominica y su sede se encuentra en Springfield (Illinois).
Las dominicas de Springfield se dedican a la formación y educación cristiana de la juventud. En 2017, el instituto contaba con 203 religiosas y 30 comunidades, presentes en Estados Unidos, Perú y Palestina.